# Goron de Bovernier
Goron de Bovernier ist eine Schweizer Rotwein-Rebsorte aus dem Kanton Wallis. Sie wird kurz auch nur Goron genannt und ist dann nicht mit dem gleichnamigen Cuvée primär aus den Sorten Pinot noir und Gamay zu verwechseln, bei dem es sich um den roten Walliser Landwein Goron handelt.
Den Namen hat die Sorte von der Gemeinde Bovernier im Bezirk Martigny im Kanton Wallis. Im Unterwallis wird sie in kleinen Mengen noch kultiviert, sie reift ca. 20 Tage nach dem Gutedel. Die Rotweine aus Goron de Bovernier sind sehr blumig und aromatisch.
Untersuchungen von José Vouillamoz ergaben, dass die Sorte wahrscheinlich eine natürliche Kreuzung der Sorte Rouge du Pays (Cornalin du Valais, Walliser Cornalin) und einer noch unbekannten Sorte ist.

## Herkunft
Der Goron de Bovernier gehört zu einer Gruppe von Rebsorten, die sich in der geographischen Insellage der Alpenregionen Italiens und des Wallis in der Schweiz halten konnten. Zu dieser Gruppe gehören die folgenden Sorten:
- Rotweinsorten: Bonda, Cornalin d’Aoste, Cornalin du Valais, Crovassa, Durize, Eyholzer, Fumin, Goron de Bovernier, Mayolet, Ner d’Ala, Petit-Rouge, Prëmetta/Prié rouge, Roussin, Roussin de Morgex, Vien de Nus, Vuillermin.
- Weissweinsorten: Completer, Himbertscha, Humagne Blanche, Lafnetscha, Petite Arvine, Planscher, Prié Blanc, Resi.

## Synonyme
Goron, Goron rouge, Rother Goron, Rotgurra

## Abstammung
Rouge du Pays (Cornalin du Valais, Walliser Cornalin) x unbekannte Sorte